# Mammoth (Arizona)
Mammoth es un pueblo ubicado en el condado de Pinal en el estado estadounidense de Arizona. En el Censo de 2010 tenía una población de 1426 habitantes y una densidad poblacional de 529,91 personas por km².

## Geografía
Mammoth se encuentra ubicado en las coordenadas 32°43′24″N 110°38′40″O / 32.72333, -110.64444. Según la Oficina del Censo de los Estados Unidos, Mammoth tiene una superficie total de 2.69 km², de la cual 2.69 km² corresponden a tierra firme y (0%) 0 km² es agua.

## Demografía
Según el censo de 2010, había 1.426 personas residiendo en Mammoth. La densidad de población era de 529,91 hab./km². De los 1.426 habitantes, Mammoth estaba compuesto por el 64.8% blancos, el 0.21% eran afroamericanos, el 1.54% eran amerindios, el 0.07% eran asiáticos, el 0% eran isleños del Pacífico, el 27.42% eran de otras razas y el 5.96% pertenecían a dos o más razas. Del total de la población el 69.71% eran hispanos o latinos de cualquier raza.